# CHU – Eurasanté
CHU – Eurasanté – stacja metra w Lille, położona na linii 1. Znajduje się w Lille, w  dzielnicy Lille-Sud.
Została oficjalnie otwarta 2 maja 1984 pod nazwą „CHR-B Calmette”, która została zmieniona na obecną w 2017.